# HMIS Cauvery (U10)
«Кавері» (англ. HMIS Cauvery (U10)) — військовий корабель, шлюп типу «Модифікований Блек Свон» Королівського військово-морського флоту Великої Британії за часів Другої світової війни.

## Історія створення
Шлюп «Кавері» був закладений 28 жовтня 1942 року  на верфі компанії Yarrow Shipbuilders у Скотстон. 15 червня 1943 року  він був спущений на воду, а 26 серпня року увійшов до бойового складу Королівських ВМС Великої Британії.
Свою назву корабель отримав на честь річки Кавері, священної в індусів.

## Історія служби

### У складі ВМС Великої Британії
Після вступу у стрій і до березня 1944 року «Кавері» здійснював патрулювання в районі Скапа-Флоу. У березні 1944 року був відправлений до складу Східного флоту, супроводжуючи конвой KMS-29A до Порт-Саїду, а потім конвой AJ-2 до Коломбо, куди прибув 04.04.1944. До липня здійснював ескортну службу біля східного узбережжя Індостану, пізніше увійшов до складу протичовнової групи «З'єднання 66», яке здійснювала пошук ворожих підводних човнів між Цейлоном і Кіліндіні.
З середини жовтня 1944 року по середини лютого 1945 року корабель пройшов ремонт в Бомбеї, після чого діяв біля узбережжя Бірми, брав участь в окупації Рангуна, здійснював патрулювання біля Андаманських островів. Він був одним з перших кораблів, що увійшли в порт [[Сінгапур]а після капітуляції японських військ.

### У складі ВМС Індії
У 1947 році, із здобуттям Індією незалежності, шлюп «Кістна» був переданий новоствореним ВМС Індії, де отримав назву «INS Kaveri»  відповідно до індійської транскрипції.
Корабель входив до складу 12-ї ескадри фрегатів, пізніше використовувався як навчальний корабель. Зданий на злам у 1977 році.